# Anna Wahls
Anna Wahls (* 8. Januar 1994) ist eine deutsche Crosslauf-Sommerbiathletin.
Anna Wahls vom DAV Ulm nahm er erstmals 2009 in Oberhof an einer Junioren-Weltmeisterschaft im Sommerbiathlon teil und wurde 29. im Sprint, trat aber nicht bei der darauf folgenden Verfolgung an. Nur wenige Wochen zuvor gewann sie mit Lena Schäfer und Judith Wagner für Württemberg startend bei den Deutschen Meisterschaften 2009 in Zinnwald den Titel im Staffel-Wettbewerb. Zuvor trat Böttner schon bei der Junioren-Europameisterschaft an und wurde 15. im Sprint, 26. im Massenstart sowie mit Lena Schäfer, Paul Böttner und Niklas Heyser Siebter mit der Mixed-Staffel. 2012 gewann sie mit Thordis Arnold, Christian Hess und Max Böttner bei den Junioren-Europameisterschaften in Osrblie in der Mixed-Staffel die Bronzemedaille.